# Culex kowiroensis
Culex kowiroensis är en tvåvingeart som beskrevs av Sirivankarn 1968. Culex kowiroensis ingår i släktet Culex och familjen stickmyggor. Inga underarter finns listade i Catalogue of Life.